# ادوارد جی. رابینسون

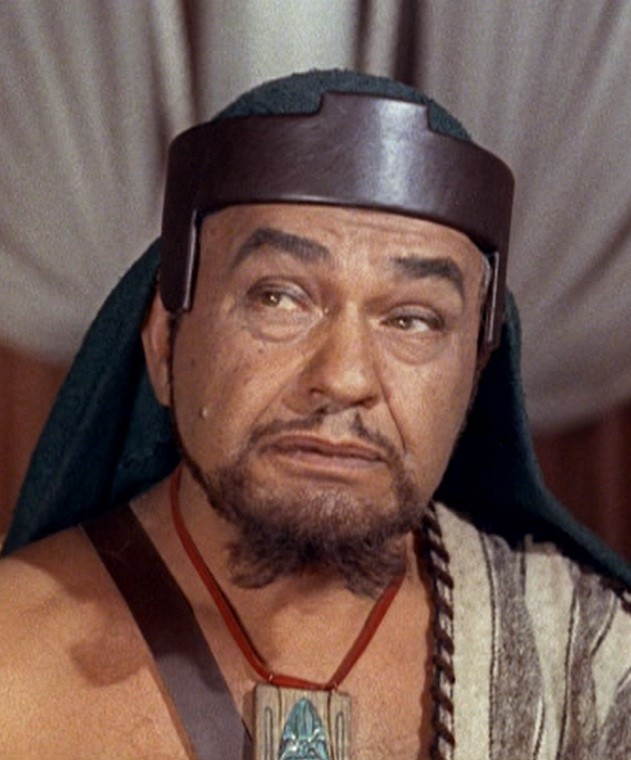
در فیلم ده فرمان (۱۹۵۶)

ادوارد جی. رابینسون (به انگلیسی: Edward G. Robinson) (زاده ۱۲ دسامبر ۱۸۹۳ – درگذشته ۲۶ ژانویه ۱۹۷۳) بازیگر رومانیایی - آمریکایی بود که در بسیاری از آثار شناخته‌شده هالیوود در نزدیک به چهار دهه و بیشتر در نقش‌های مکمل نقش‌آفرینی‌های به‌یادماندنی داشته. آخرین نقش‌آفرینی او در فیلم بیسکویت سبز تنها ۱۷ روز قبل از درگذشتش بر اثر بیماری سرطان به پایان رسید.

## فیلمشناسی
- اسلحه‌ها و زن (۱۹۱۶) به نقش کارگر کارخانه
- شاو باهوش (۱۹۲۳) به نقش دومینگو اسکوبار
- حفره ای در دیوار (۱۹۲۹) به نقش فاکس
- شام خصوصی در بزرگداشت جشن نقره برادران وارنر (۱۹۳۰) (فیلم کوتاه) به نقش خودش
- کیبیتزر (۱۹۳۰) (فیلنامه)
- سواری شبانه (۱۹۳۰) به نقش تونی گاروتا
- بانویی برای عشق ورزی (۱۹۳۰) به نقش تونی
- دور از قانون (۱۹۳۰) به نقش کبرا کالینز
- شرق غرب است (۱۹۳۰) به نقش چارلی یانگ
- بیوه اهل شیکاگو (۱۹۳۰) به نقش دومینیک
- چگونه گلف بازی کردم به روایت بابی جونز شماره ده: ضربه‌های دشوار (۱۹۳۱) (فیلم کوتاه) به نقش خودش
- سزار کوچک (۱۹۳۱) به همراه داگلاس فریبنکس، جونی یور به نقش سزار کوچک معروف به ریکو
- جواهرات دزدی (۱۹۳۱) (موضوع کوتاه) به همراه والاس بیری به نقش گانگستر
- پاداش زرنگی (۱۹۳۱) به همراه جیمز کاگنی به نقش نیک وینیزلوس
- پایان پنج ستاره (۱۹۳۱) به نقش راندال
- قاتل حرفه‌ای (۱۹۳۲) به نقش وانگ لو جت
- دو ثانیه (۱۹۳۲) به نقش جان آلن
- کوسه ببری (۱۹۳۲) به نقش ممایک ماسکارنا
- دلار نقره (۱۹۳۲) به نقش یاتس مارتین
- غول کوچک (۱۹۳۳) به نقش باگز آهم
- زنی را دوست داشتم (۱۹۳۳) به نقش مانسفیلد هایدن
- خطر سیاه (۱۹۳۴) به نقش جیم باک ترنر
- مرد دو چهره (۱۹۳۴) به نقش دیمن ولز / جولز شتارد
- همه شهر درباره اش حرف می‌زنند (۱۹۳۵) به نقش آرتور فرگوسن جونز
- ساحل بربری (۱۹۳۵) به نقش لوئیس کامیلیس
- گلوله‌ها یا بسته‌ها (۱۹۳۶) به همراه هامفری بوگارت به نقش کارآگاه جانی بلیک
- تندر در شهر (۱۹۳۷) به نقش دن آرمسترانگ
- کید گالاهاد (۱۹۳۷) به همراه بت دیویس و هامفری بوگارت به نقش نیک دوناتی
- آخرین گانگستر (۱۹۳۷) به همراه جیمز استوارت به نقش جو کرونزاک
- پرونده یک جنایت خفیف (۱۹۳۸) به نقش رمی مارکو
- دکتر کلیترهاوس شگفت‌انگیز (۱۹۳۸) به نقش دکتر کلیترهاوس
- من قانون هستم (۱۹۳۸) به نقش پروفسور جان لیندسی
- Verdensberømtheder i København (۱۹۳۹) (مستند) به نقش خودش
- روزی در سانتا آنیتا (۱۹۳۹) (فیلم کوتاه) به نقش خودش
- اعترافات یک جاسوس نازی (۱۹۳۹) به نقش ادوارد رنارد
- باج‌گیری (۱۹۳۹) به نقش جان آر. اینگرام
- گلوله جادویی دکتر ارلیش (۱۹۴۰) به نقش پل ارلیش
- برادر اورکید (۱۹۴۰) به همراه هامفری بوگارت به نقش لیتل جان لی سارتو
- برای اعزام از رویترز (۱۹۴۰) به نقش جولیوس رویترز
- گرگ دریا (۱۹۴۱) به همراه جان گارفیلد به نقش ولف لارسن
- کارکنان (۱۹۴۱) به همراه مارلین دیتریش و جرج رأفت به نقش هنک مک هنری
- پولو به همراه ستارگان (۱۹۴۱) (فیلم کوتاه) به نقش خودش
- شرکای بی اعتقاد (۱۹۴۱) به نقش بزوس کوری
- شرکت لارنسی (۱۹۴۲) به نقش پرژر مکسول
- داستان‌های منهتن (۱۹۴۲) به نقش آواری ال. لاری بروان
- مسکو تلافی می‌کند (۱۹۴۲) (مستند) (راوی)
- سفری با هم (۱۹۴۳) (RAF feature film)
- گلوله‌های سحرآمیز (۱۹۴۳) (فیلم کوتاه) (راوی)
- ناوشکن (۱۹۴۳) به نقش استیو بولسلاوسکی
- جسم و فانتزی (۱۹۴۳) به نقش مارشال تیلور (قسمت دوم)
- تامپیکو (۱۹۴۴) به نقش کاپیتان بارت مانسون
- آقای وینکل به جنگ می‌رود (۱۹۴۴) به نقش ویلبرت وینکل
- غرامت مضاعف (۱۹۴۴) به همراه فرد مک‌موری و باربارا استانویک به نقش بارتون کیز
- بانویی پشت پنجره (۱۹۴۵) به نقش پروفسور ریچارد وانلی
- تاکستان ما انگور شیرین دارد (۱۹۴۵) به نقش مارتینیوس جاکوبسن
- خیابان اسکارلت (۱۹۴۵) به نقش کریستوفر کراس
- دعای آمریکایی (۱۹۴۶) (فیلم کوتاه) به نقش خودش
- سفری با هم (۱۹۴۶) به نقش دین مک ویلیامز
- غریبه (۱۹۴۶) به همراه لرتا یونگ و اورسن ولز به نقش آقای ویلسون
- خانه قرمز (۱۹۴۷) به نقش پیت مورگان
- همه پسران من (۱۹۴۸) به همراه برت لنکستر به نقش جو کلر
- کی لارگو (۱۹۴۸) به همراه هامفری بوگارت و لورن باکال به نثش جانی روکو
- شب هزار چشم دارد (۱۹۴۸) به نقش جان تریتون
- خانه غریبه‌ها (۱۹۴۹) به نقش جینو مونتی
- احساس خوبی است (۱۹۴۹) به نقش خودش
- عملیات ایکس  (۱۹۵۰) به نقش جرج کنستانتین
- هنرپیشه‌ها و گناه (۱۹۵۲) به نقش موریس تیلایو (بخش خون هنرپیشه‌ها)
- معاون جوخه (۱۹۵۳) به نقش کاپیتان بارنی بارنابی
- بازیکن بزرگ باشگاه (۱۹۵۳) به نقش جان بیو هانس لوبر
- بوم بلورین (۱۹۵۳) به نقش هنری هیس
- حد من کجاست؟ (۱۱، اکتبر ۱۹۵۳; مهمان مرموز)
- سه شنبه سیاه (۱۹۵۴) به نقش وینسنت کانلی
- مردان خشن (۱۹۵۵) به نقش لیو ویلکیسون
- نقطه فشار (۱۹۵۵) به نقش لوید هالت
- گلوله‌ای برای جوئی (۱۹۵۵) به نقش بازرس رائول لودوک
- جهنم در خلیج فریسکو (۱۹۵۵) به نقش ویکتور آماتو
- غیرقانونی (۱۹۵۵) به نقش ویکتور اسکات
- کابوس (۱۹۵۶) به نقش رنه برسارد
- ده فرمان (۱۹۵۶) به نقش دتان
- قلب نمایش (۱۹۵۷) (فیلم کوتاه) (راوی)
- سوراخی در سر (۱۹۵۹) به همراه فرانک سیناترا به نقش ماریو مانتا
- هفت دزد (۱۹۶۰) به نقش تئو ویلکینز
- پپه (۱۹۶۰) به همراه کنتینفلس به نقش خودش
- گیشای من (۱۹۶۲) به نقش سام لوئیس
- دو هفته در شهر دیگر (۱۹۶۲) به همراه کرک داگلاس به نقش موریس کروگر
- سامی به جنوب می‌رود (۱۹۶۳) (برنده جایزه گلدن گلوب. پسری با قد ده فوتی) به نقش کوکی وینرایت
- پاداش (۱۹۶۳) به نقش دکتر ماکس استارتمن
- رابین و هفت هود (۱۹۶۴) به همراه رت پک به نقش بیگ جیم استیونس
- همسایه خوب سام (۱۹۶۴) به همراه جک لمون به نقش سیمون نردلینگر
- پائیز قبیله شاین (۱۹۶۴) وزیر کشور کارل شورتز
- توهین (۱۹۶۴) به نقش مرد شارلاتان
- بچه سینسیناتی (۱۹۶۵) به همراه استیو مک‌کوئین به نقش لنسی هووارد
- همه چیز درباره مردم (۱۹۶۷) (فیلم کوتاه) (راوی)
- اسلم بزرگ (۱۹۶۷) به نقش جیمز اندرس
- زن موبور اهل پکن (۱۹۶۷) به نقش داگلاس رئیس سازمان سیا
- عملیات خیابان پیترز (۱۹۶۷) به نقش جو ونتورا
- بزرگ‌ترین شیادان عالم (۱۹۶۸) به نقش پروفسور ساموئلز
- هرگز دمی به کسالت مسپار (۱۹۶۸) به همراه دیک ون دایک به نقش لئو جوزف اسموت
- نوبت بازی توست (۱۹۶۹) به نقش سر جورج مک داول
- طلای مکینا (۱۹۶۹) به همراه گریگوری پک به نقش اولد آدامز
- یو. ام.سی. برنده جایزه گلدن گلوب - مرکز ضربان قلب) به نقش لی فورستمن
- آواز نروژ (۱۹۷۰) به نقش کروگشتاد
- پیرمردی که فریاد زد: گرگ آمد (۱۹۷۰) به نقش امیل پولسکا
- موچ به هالیوود می‌رود (۱۹۷۱) به نقش خودش - میهمان پارتی
- نه در روز و نه در شب (۱۹۷۲) به نقش پدر
- سویلنت سبز (۱۹۷۳) به همراه چارلتون هستون سویلوت (آخرین نقش او در فیلم)

## زندگی شخصی و مرگ
رابینسون در 26 ژانویه 1973 بر اثر سرطان مثانه در بیمارستان Cedars Sinai در لس آنجلس  درگذشت ، تنها چند هفته پس از پایان کار Soylent Green ، و ماه‌ها قبل از اینکه در اواخر همان سال به او جایزه اسکار افتخاری داده شود . او 79 سال داشت. خدمات در معبد اسرائیل در لس آنجلس برگزار شد، جایی که چارلتون هستون مداحی را ایراد کرد.  بیش از 1500 نفر از دوستان رابینسون و 500 نفر دیگر در بیرون شرکت کردند.  جسد او به نیویورک منتقل شد و در سردابی در مقبره خانواده اش در گورستان بث ال در کوئینز دفن شد.  حامیان او جک ال. وارنر ، هال بی. والیس ، مروین لروی ، جورج برنز ، سام جافه ، فرانک سیناترا ، جک کارپ و آلن سیمپسون بودند . 